# Borja Vivas
Borja Vivas Jiménez, né le 26 mai 1984 à Malaga, est un athlète espagnol, spécialiste du lancer du poids.

## Biographie
Il remporte la médaille d'or lors des Jeux méditerranéens 2013 à Mersin.
En 2014, il remporte pour la 6e fois consécutive les championnats d'Espagne en salle à Sabadell avec 20,51 m. Lors des championnats en plein air à Alcobendas, il obtient son 5e titre consécutif. Il établit à cette occasion un nouveau record personnel : 21,07 m. Aux championnats d'Europe de Zurich il décroche la médaille d'argent, derrière l'intouchable David Storl et devant le champion olympique en titre Tomasz Majewski, grâce à un 2e jet à 20,86 m.
Il remporte le titre lors de la Coupe d'Europe hivernale des lancers 2015 à Leiria.
Le 19 mars 2016, Vivas termine 11e des championnats du monde en salle de Portland avec une marque de 19,85 m.

## Palmarès
| Date | Compétition                          | Lieu           | Résultat | Marque  |
| ---- | ------------------------------------ | -------------- | -------- | ------- |
| 2003 | Championnats d'Europe juniors        | Tampere        | 10e      | 17,86 m |
| 2004 | Championnats ibéro-américains        | Huelva         | 6e       | 17,09 m |
| 2005 | Jeux méditerranéens                  | Almeria        | 8e       | 17,58 m |
| 2005 | Championnats d'Europe espoirs        | Erfurt         | 8e       | 18,13 m |
| 2006 | Championnats ibéro-américains        | Ponce          | 2e       | 18,66 m |
| 2007 | Universiade                          | Bangkok        | 9e       | 18,34 m |
| 2008 | Championnats ibéro-américains        | Iquique        | 1er      | 19,45 m |
| 2009 | Universiade                          | Belgrade       | 7e       | 18,72 m |
| 2010 | Championnats d'Europe par équipes    | Bergen         | 8e       | 19,21 m |
| 2010 | Championnats ibéro-américains        | San Fernando   | 4e       | 19,20 m |
| 2010 | Championnats d'Europe                | Barcelone      | 9e       | 19,12 m |
| 2011 | Championnats d'Europe par équipes    | Stockholm      | 8e       | 18,64 m |
| 2012 | Coupe d'Europe hivernale des lancers | Bar            | 3e       | 20,06 m |
| 2012 | Championnats d'Europe                | Helsinki       | 7e       | 19,81 m |
| 2013 | Coupe d'Europe hivernale des lancers | Castellon      | 1er      | 20,00 m |
| 2013 | Championnats d'Europe par équipes    | Gateshead      | 4e       | 19,53 m |
| 2013 | Jeux méditerranéens                  | Mersin         | 1er      | 19,99 m |
| 2014 | Championnats d'Europe par équipes    | Brunswick      | 4e       | 20,00 m |
| 2014 | Championnats d'Europe                | Zurich         | 2e       | 20,86 m |
| 2015 | Championnats d'Europe en salle       | Prague         | 4e       | 20,59 m |
| 2015 | Coupe d'Europe hivernale des lancers | Leiria         | 1er      | 20,15 m |
| 2015 | Championnats d'Europe par équipes    | Tcheboksary    | 6e       | 19,26 m |
| 2016 | Championnats du monde en salle       | Portland       | 11e      | 19,85 m |
| 2016 | Championnats d'Europe                | Amsterdam      | 7e       | 20,16 m |
| 2017 | Coupe d'Europe hivernale des lancers | Grande Canarie | 5e       | 20,22 m |
| 2018 | Jeux méditerranéens                  | Tarragone      |          |         |

## Records
| Épreuve         | Épreuve      | Performance | Lieu       | Date            |
| --------------- | ------------ | ----------- | ---------- | --------------- |
| Lancer du poids | En plein air | 21,07 m     | Alcobendas | 27 juillet 2014 |
| Lancer du poids | En salle     | 20,66 m     | Antequera  | 21 février 2015 |